# 阳罗洲镇
阳罗洲镇，是中华人民共和国湖南省益阳市沅江市下辖的一个乡镇级行政单位。

## 行政区划
阳罗洲镇下辖以下地区：
永兴社区、跃进村、胜利村、东新村、宝三村、候龙村、复兴村、富安村、富民村、大中村、友丰村、七子浃村、阳罗村、富丰村、兴乐村、土垉村、俩仪村、吕丰村和瓦岗湖渔村。